# 이행원
이행원(李行遠, 1592년 ~ 1648년)은 조선의 문신이다. 본관은 전의(全義). 자는 사치(士致), 호는 서화(西華)이다. 1647년(인조 25) 우의정에 올랐다.

## 생애
1617년 알성 문과에 을과로 급제하여 홍문관정자로 관직에 진출하고 부수찬, 수찬, 정언, 헌납, 교리, 지평, 부교리, 이조좌랑을 거쳐 암행어사로 나가서 민정을 다스렸고 이조정랑으로 승진한다. 이후에 부교리를 거쳐 응교가 되고 이후 부사직을 거쳐 동부승지로 당상관에 올라 우승지를 거쳐 대사간, 대사성, 대사헌을 거쳐 경기도관찰사로 나갔다가 우부빈객을 겸하고 이후 다시 대사간으로 복귀해서 이후 대사헌, 도승지, 대사간, 이조참판을 하다가 이조판서, 병조판서를 지냈다. 1647년(인조 25) 우의정에 올랐다. 시호는 효정(孝貞)이다.